# Рабі Яссін
Мохамед Рабі Яссін (араб. ربيع ياسين‎ нар. 7 вересня 1960, Бені-Суейф, Єгипет) — єгипетський футболіст, лівий захисник.

## Клубна кар'єра
Футболом розпочав займатися 1979 року в клубі «Бені-Суейф» з однойменного міста. Потім перейшов в «Аль-Аглі». Дебютував у Прем'єр-лізі Єгипту 1980 року, згодом став основним гравцем клубу. Наступного року разом з командою виграв національний чемпіонат та кубок. У 1982 році разом з «Аль-Аглі» виграв Лігу чемпіонів (3:0 та 1:1 у фіналі з «Асанте Котоко»), а в 1987 році разом з каїрським клубом вдруге переміг у турнірі (0:0 та 2:0 у фіналі з «Аль-Хіляля» (Омдурман) з Судану). У своїй кар’єрі п'ять разів ставав національним чемпіоном у 1982, 1985-1987 та 1989 роках та шість разів національним кубком у 1983-1985, 1989 та 1991-1992 роках. Однак у 1984-1986 роках разом з «Аль-Аглі» вигравав Кубку володарів кубків КАФ. Футбольну кар'єру завершив 1995 року.

## Кар'єра в збірній
У футболці національної збірної Єгипту дебютував 1982 року. У 1990 році головний тренер єгипетської збірної Махмуд Ель-Гохарі викликав Рабі для участі в чемпіонаті світу 1990 року в Італії. На цьому турнірі був основним гравцем та зіграв 3 матчі групового етапу: з Нідерландами (1:1), з Ірландією (0:0) та з Англією (0:1). У матчі з ірландцями Яссін був капітаном команди. Виступав на Олімпійських іграх в Лос-Анджелесі. З 1982 по 1991 рік зіграв 105 матчів у збірній та відзначився одним голом.

## Досягнення

### Гравець
«Аль-Аглі» (Каїр)
- Прем'єр-ліга Єгипту
  -  Чемпіон (4): 1984/85, 1985/86, 1986/87, 1988/89

- Кубок Єгипту
  -  Володар (2): 1984/85, 1988/89

- Кубок володарів кубків КАФ
  -  Володар (3): 1984, 1985, 1986

- Кубок африканських чемпіонів
  -  Володар (1): 1987

- Афро-азійський кубок
  -  Володар (1): 1988

- Переможець Кубка африканських націй: 1986

### Тренер
- Чемпіон Африки (U-20): 2013